# 圣安托万街 (蒙特利尔)
圣安托万街（英语：Saint Antoine Street），原名克雷格街（Craig Street），是加拿大魁北克省蒙特利尔的一条街道，位于蒙特利尔市中心（Downtown Montreal）以南，蒙特利尔旧城（Old Montreal）、格里芬敦（Griffintown）和圣亨利（Saint-Henri）以北。它穿越了蒙特利尔国际区（Quartier international de Montréal）。
圣安托万街主要是单行道，从让·德斯特雷街（Jean d'Estrées Street）起，只可以向西行驶，从维多利亚广场起，只可以向东行驶。在这两点之间，车辆双向行驶。圣安托万街的西端位于圣亨利（Saint-Henri）的圣雅各街（Saint Jacques Street），其东端通向玛丽城大道（Boulevard Ville-Marie，玛丽城高速公路的街道延伸部分）以及雅克·卡蒂埃大桥（Jacques Cartier Bridge）附近的圣母街（Notre-Dame Street）。

## 历史

### 维多利亚广场以西
在蒙特利尔老城以西，圣安托万街是圣安托万郊区（Faubourg Saint-Antoine）的主要干道。

### 维多利亚广场以东
自1799年以来，这条街就被称为木匠街（“ rue des Menuisiers”），曾经毗邻在圣罗兰大道（Saint Laurent Boulevard）和布鲁里街（Bleury Street）之间，为城市防御保留的土地。在19世纪第一个十年拆除防御工事之后，木匠街被并入专员修建的一条宽达80英尺（24）的新道路，这条路西到新的专员广场（Place des Commissaires），现名维多利亚广场（Victoria Square），东到战神广场（Champ de Mars）。这条路经过的一条古老的河流，在拆除蒙特利尔的防御工事后，变成了一条运河。
从1817年到1976年8月，这条街名为“克雷格街”（Craig Street），得名于英属北美地区总督兼下加拿大副总督詹姆斯·亨利·克雷格（1807年至1811年）。 1976年更名，与西段采用相同的名称（当时蒙特利尔倾向于以法国人物和地方重命名街道）。

## 地标
- 贝尔中心
- 司法宫（Palais de justice）
- 蒙特利尔会议中心
- 证券交易所大厦（Tour de la Bourse）
- 蒙特利尔世界贸易中心